# Stade municipal d'Oujda
Het Stade municipal d'Oujda (Arabisch: ملعب بلدي بوجدة) is een multifunctioneel stadion in Oujda, een stad in Marokko. 
Het stadion biedt plaats aan ongeveer 10.000 toeschouwers. Er zijn verschillende clubs die er gebruik van maken. Onder andere de rugbyclub Mouloudia Club d'Oujda en de voetbalclub USM d'Oujda.